# Женская сборная Мали по баскетболу 3×3
Женская сборная Мали по баскетболу 3×3 представляет Мали на международных соревнованиях по баскетболу 3×3. Управляющим органом является Федерация баскетбола Мали (фр. Fédération Malienne de Basketball, FMBB).
По состоянию на 26 сентября 2024, женская сборная Египта по баскетболу 3×3 занимает 82-е место в мировом рейтинге ФИБА женских сборных по баскетболу 3×3.

## Результаты выступлений
| Турнир                      | Золото | Серебро | Бронза | Всего |
| --------------------------- | ------ | ------- | ------ | ----- |
| Чемпионат Африки            | 2      | 1       | 0      | 3     |
| Африканские игры            | 1      | 1       | 0      | 2     |
| Игры исламской солидарности | 0      | 2       | 0      | 2     |
| Итого                       | 3      | 4       | 0      | 7     |

### Чемпионат Африки
| Год          | Место          | Игры           | Победы         | Поражения      | Состав команды                                                      |
| ------------ | -------------- | -------------- | -------------- | -------------- | ------------------------------------------------------------------- |
| Ломе 2017    | 1              | 6              | 6              | 0              | Adama Coulibaly, Kadidia Maiga, Djeneba Ndiaye, Nassira Traoré      |
| Ломе 2018    | 1              | 5              | 4              | 1              | Gnere Alima Dembele, Assetou Diakité, Kadidia Maiga, Djeneba Ndiaye |
| Кампала 2019 | 2              | 5              | 4              | 1              | Saniwe Dakouo, Aïssata Maiga, Assetou Sissoko, Assetou Traore       |
| 2022—н. в.   | не участвовали | не участвовали | не участвовали | не участвовали | не участвовали                                                      |

### Африканские игры
| Год        | Место | Игры | Победы | Поражения | Состав команды                                                               |
| ---------- | ----- | ---- | ------ | --------- | ---------------------------------------------------------------------------- |
| Рабат 2019 | 2     | 5    | 3      | 2         | Aissata Boubacar Maiga, Assetou Diakité, Djeneba Ndiaye, Gnere Alima Dembele |
| Аккра 2023 | 1     | 7    | 6      | 1         | Bintou Drame, Awa Coulibaly, Fatoumata Sanou, Kadidia Coulibaly              |

### Игры исламской солидарности
| Год        | Место | Игры | Победы | Поражения | Состав команды                                                      |
| ---------- | ----- | ---- | ------ | --------- | ------------------------------------------------------------------- |
| Баку 2017  | 2     | 6    | 5      | 1         | Aminata Diakité, Awa Keita, Djeneba Ndiaye, Rokia Alou Coulibaly    |
| Конья 2021 | 2     | 5    | 3      | 2         | Awa Kamissoko, Assetou Sissoko, Assetou Traore, Gnere alima Dembele |